# WBC 더 팰리스
WBC 더 팰리스(영어: WBC the PALACE)는 대한민국 부산광역시 해운대구 우동 센텀시티에 위치하고 2008년에 착공하여 2011년에 완공한 288세대인 지상 51층, 186m의 쌍둥이 건물 두 동과 오피스텔으로 구성된 주상복합 오피스텔 단지다.

## 역사
경남기업이 이 부지에 50층이 넘는 건물을 지을 계획이 있었다. 2007년 10월 15일에 착공하여 2008년 3월 이후 쌍둥이 빌딩이 올라가고 2011년 5월 31일에 개장 및 입주를 준비하기 전에 먼저 완공하였고 같은 해 11월에 개장 및 입주하였다.

## 특징
난방방식은 개별난방, 도시가스이고 외관이 독특하며 시카고 아쿠아타워를 직선화했다. 부산광역시에 위치한 센텀시티의 랜드마크인 쌍둥이 주상복합 건물이다. 엘리베이터 대수는 각 동별로 7대씩 있다.

## 시설

### 주변 시설
단지 인근에는 상가가 있으며 하이클래스, 스튜디오 그리고하나, 플렉사 부산센텀점, 비쥬얼쇼크, 앨리스요가앤필라테스, MHK, 뉴드림코리아, 조선갈비탕, 아토엠에스, 행복한공인중개사사무소 등이 있다.

### 내부 시설
WBC 더 팰리스는 오피스텔 단지이다. 편의시설은 실내사우나, 실내골프연습장, 휘트니스센터 등이 있으며 입주자라면 무료사용이 가능하다. 주차는 1세대당 3대씩 가능하다.
| 층수                | 시설                                                                                                 |
| ------------------- | --- |
| 2층 ~ 51층          | 오피스텔                                                                                             |
| 1층                 | 로비, 커뮤니티 시설 게스트룸, 라운지, 독서실, 미팅룸(101동) 휘트니스 센터, 골프연습장, 사우나(102동) |
| 지하 5층 ~ 지하 1층 | 지하주차장                                                                                           |

## 대중문화
- 영화 - 신세계에 이자성(이정재)의 오피스텔이 나온다.
- 드라마 - 해운대 연인들에 나온다.
- 뮤직비디오 - 싸이 대디의 노래가 촬영장소에 쓰였다.
- 웹툰 - 캉타우에 나온다.

## 갤러리

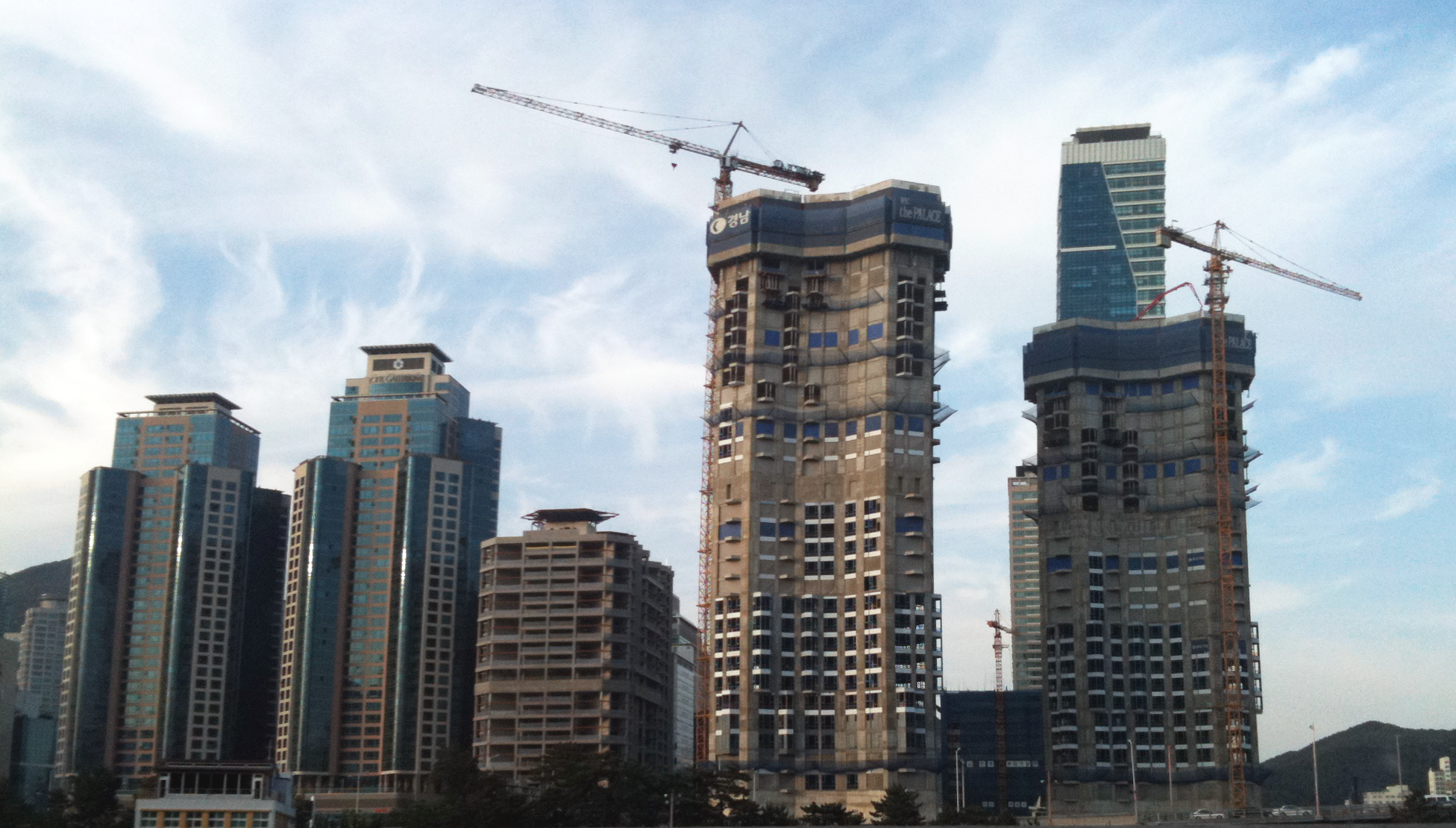
건립 과정의 사진.
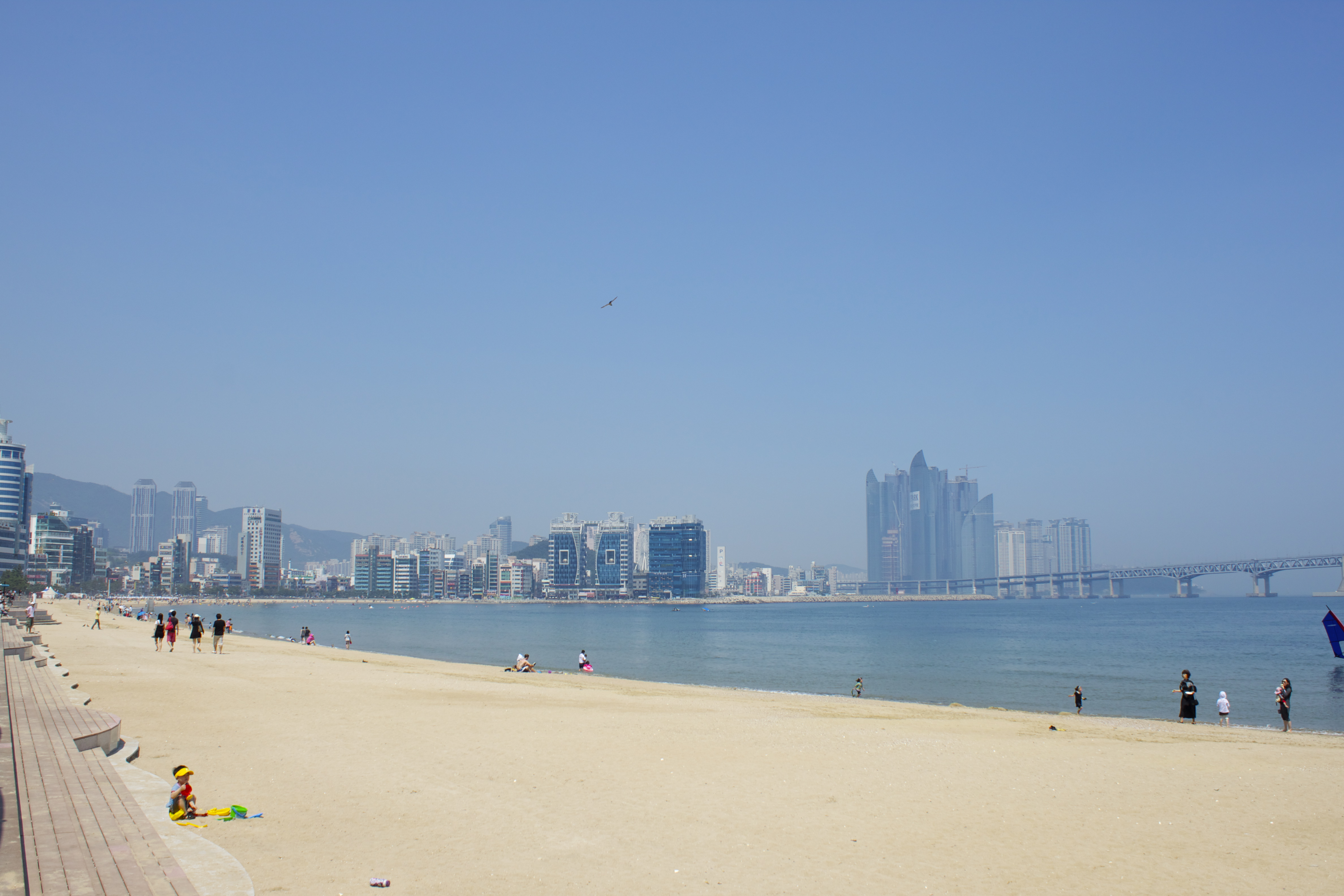
공사가 끝난 WBC 더 팰리스.
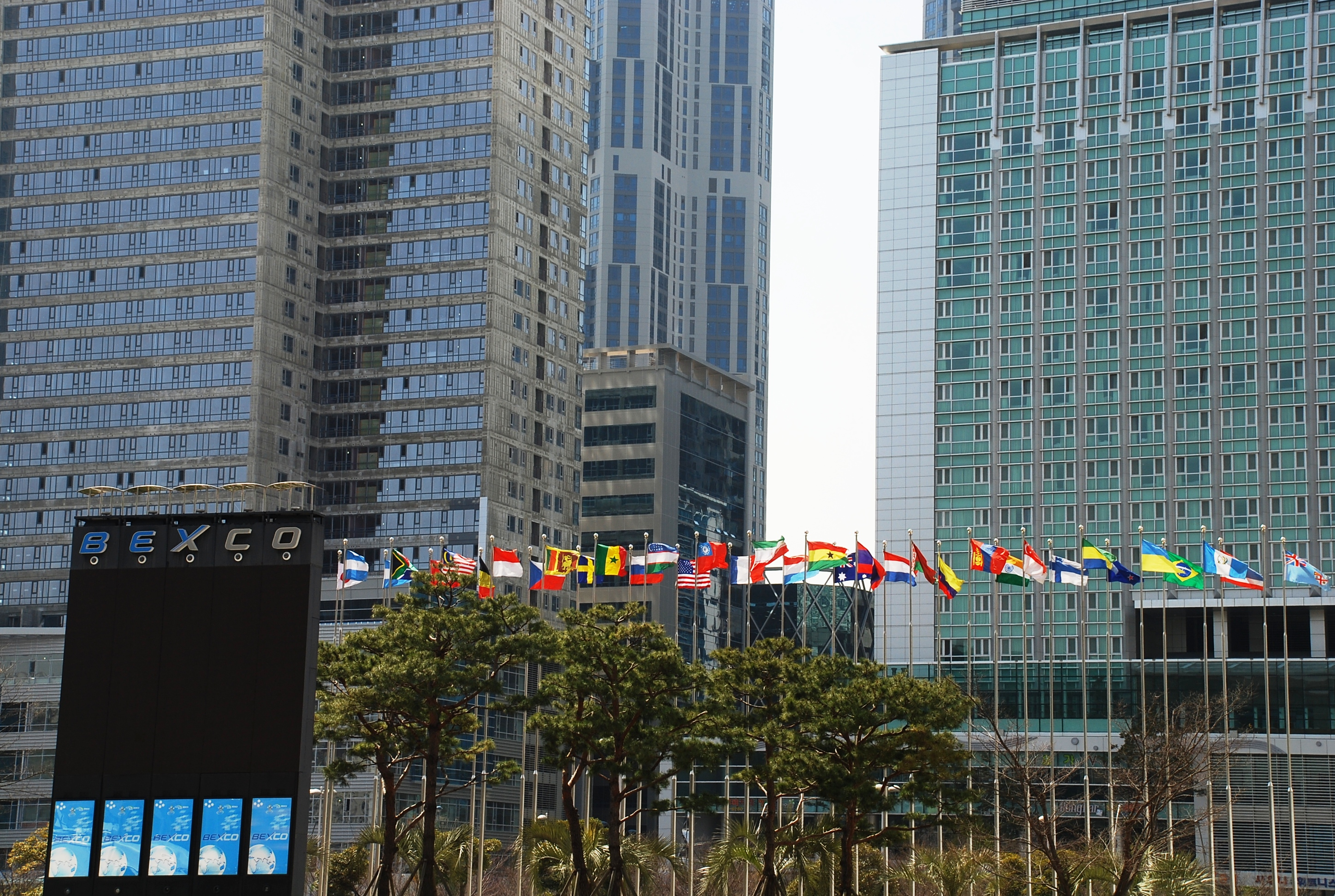
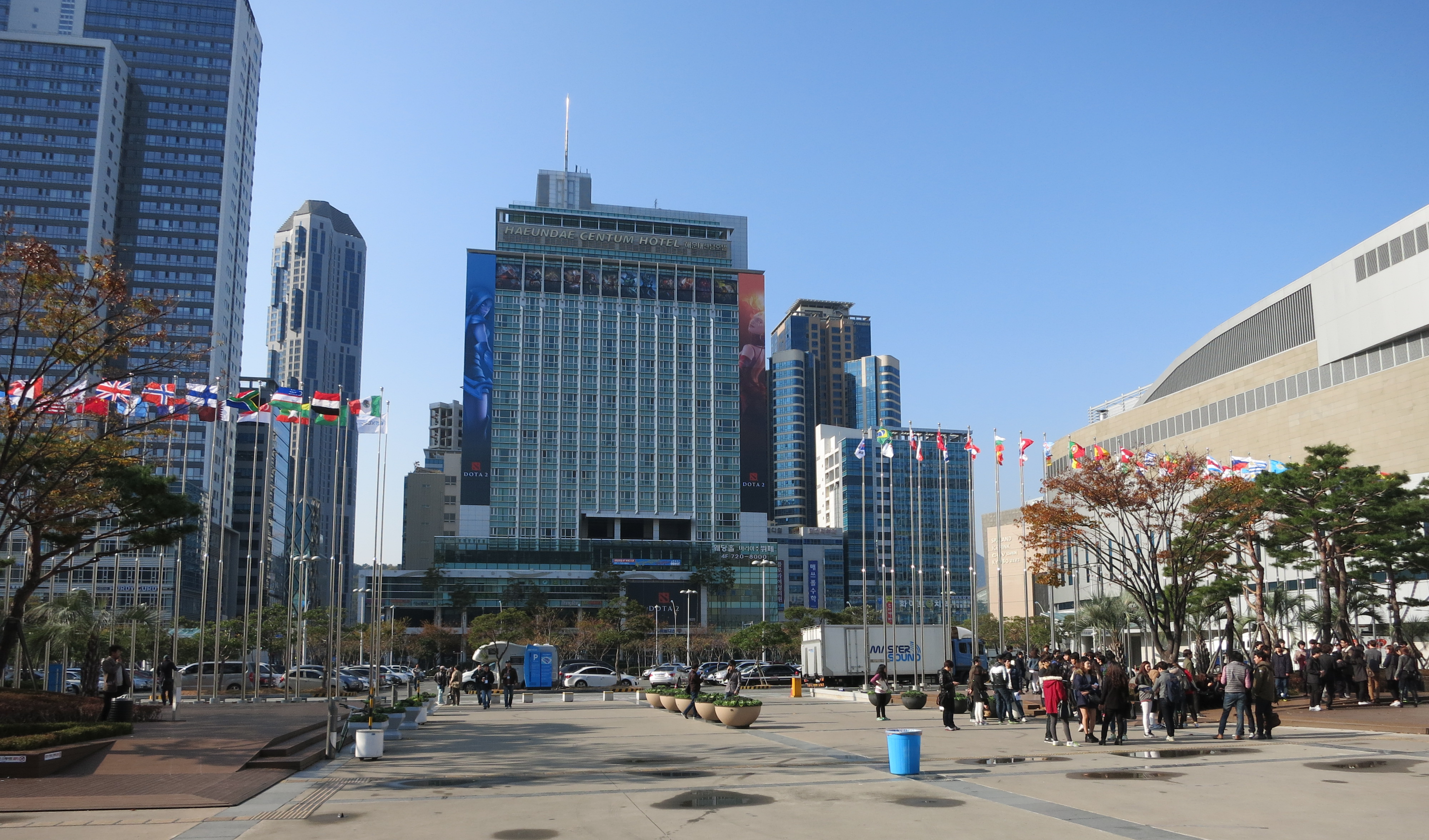
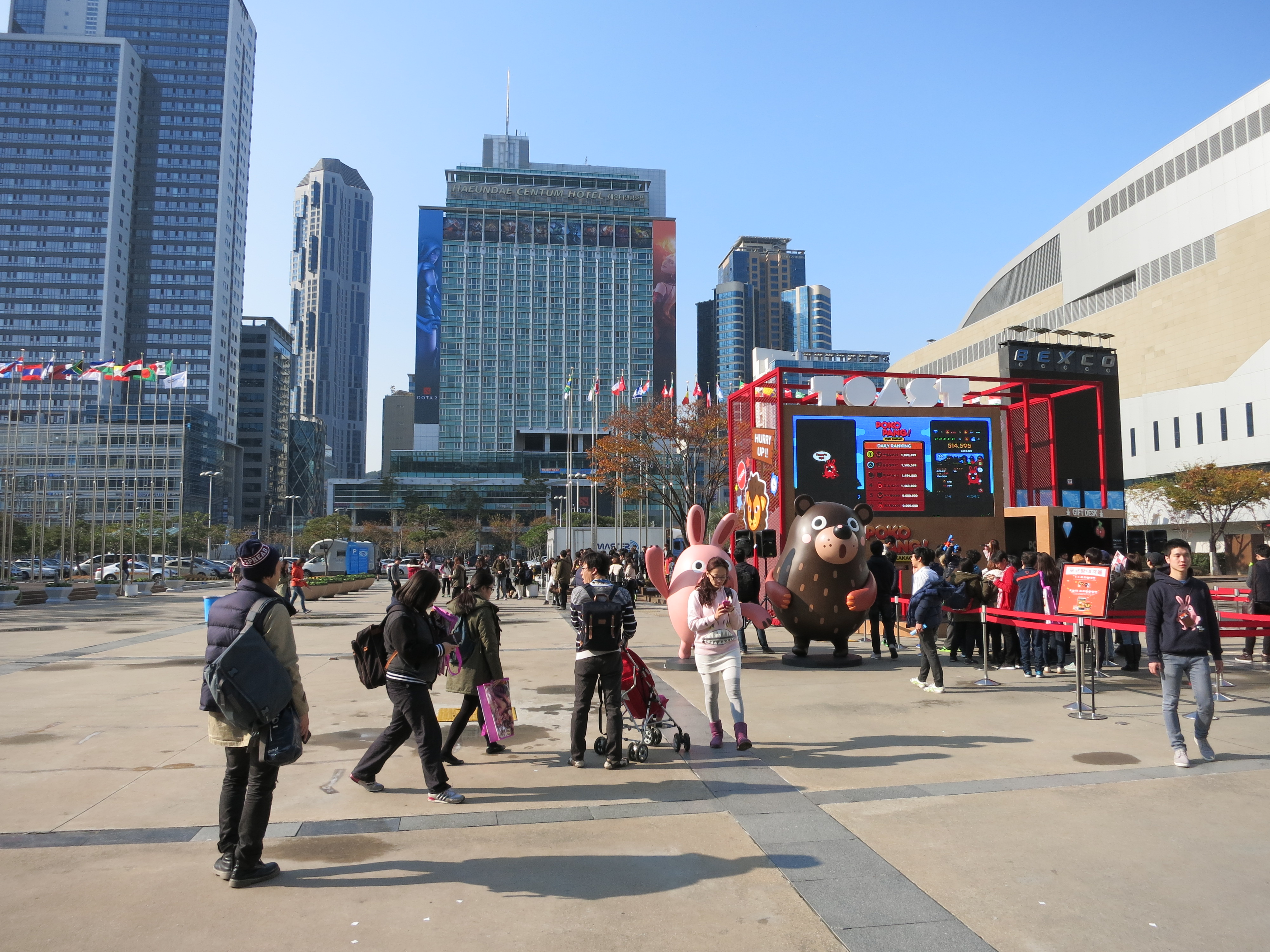
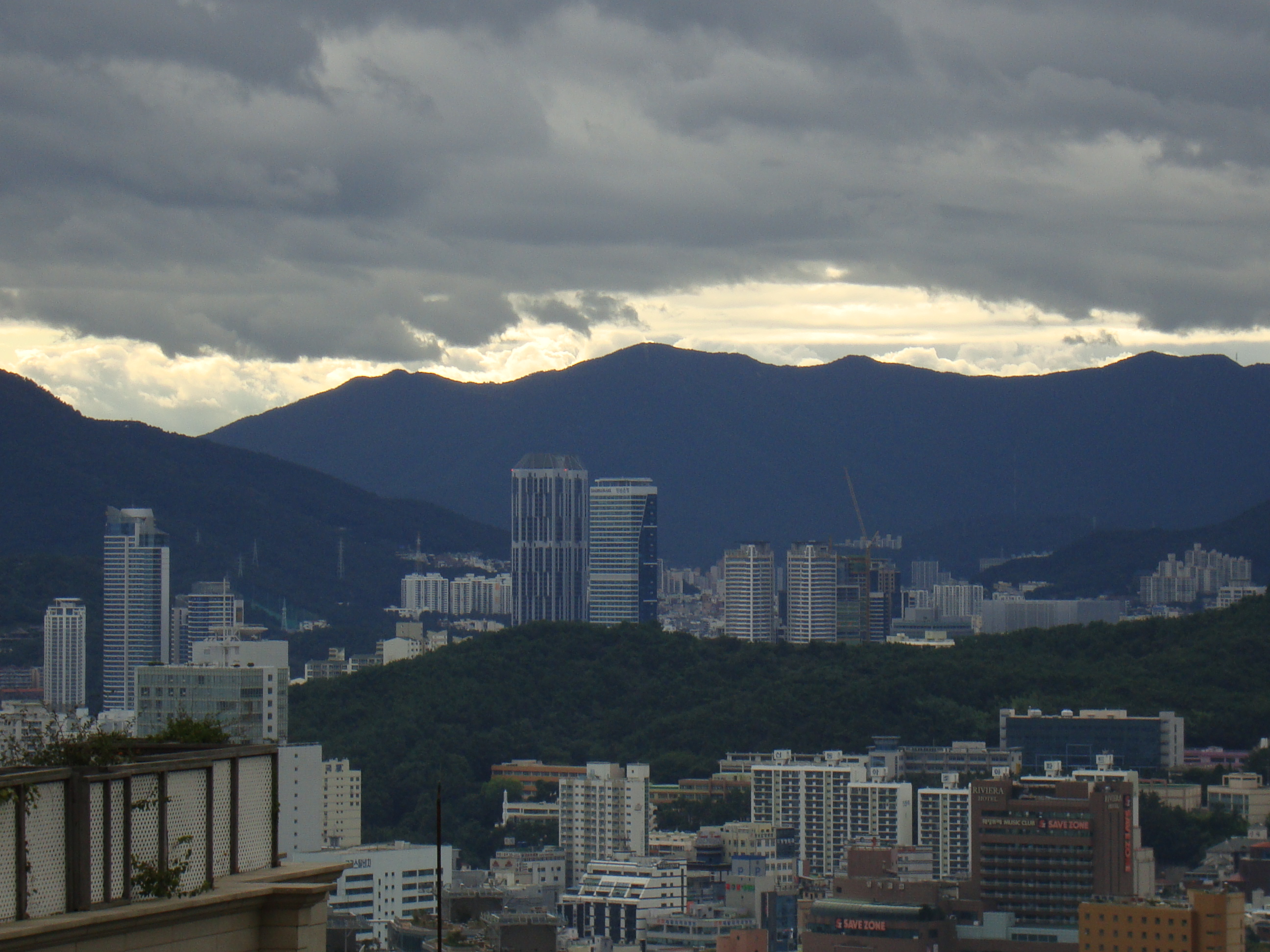
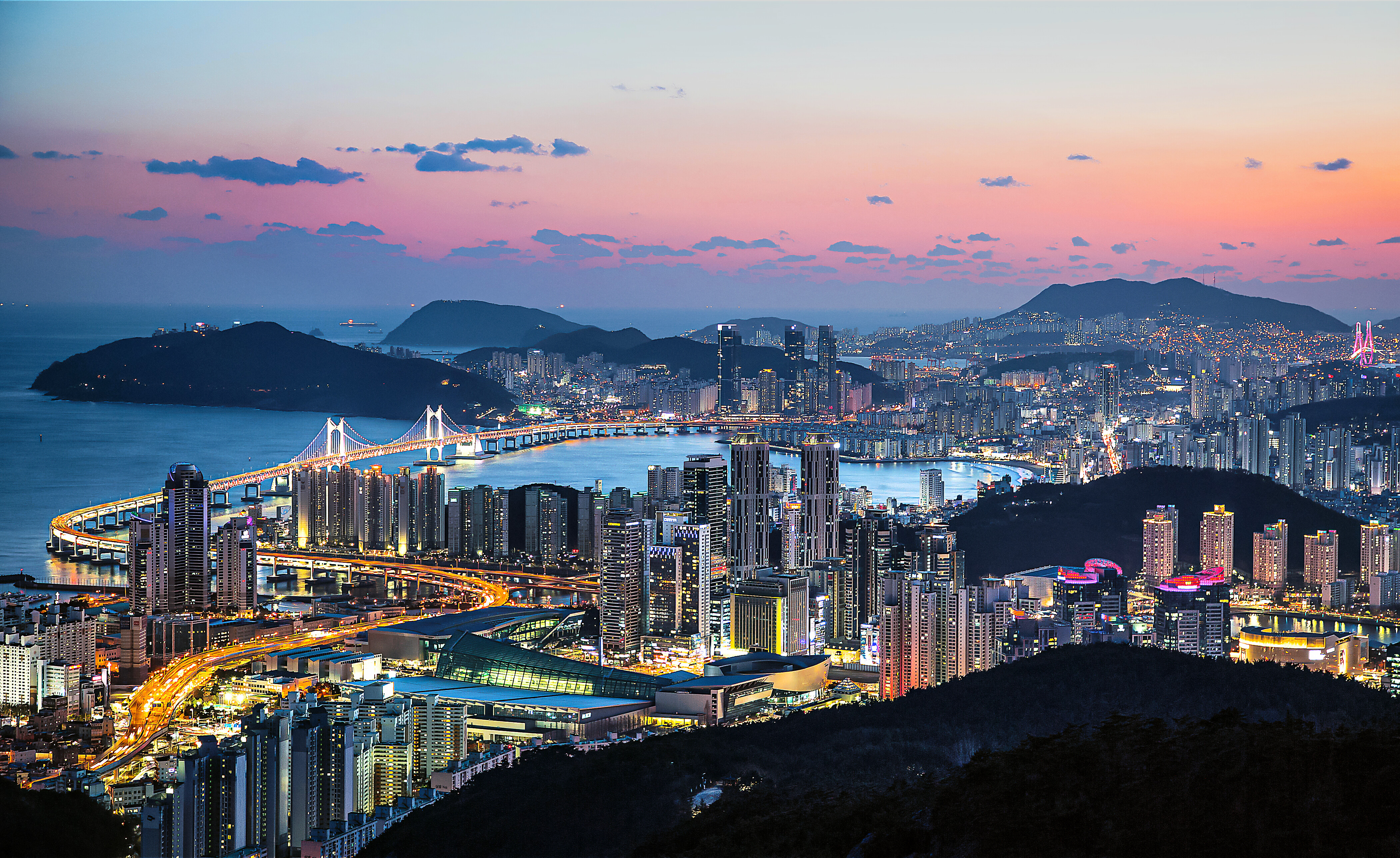

## 같이 보기
- 더 게이트 센텀
- 대한민국의 마천루 목록
- 부산광역시의 마천루 목록
- 금호 리첸시아
- 두산위브더제니스
- 메타폴리스